# Rahul Dev Burman
Rahul Dev Burman (in bengali রাহুল দেব বর্মন, Rahul Deb Bormon; Calcutta, 27 giugno 1939 – Bombay, 4 gennaio 1994) è stato un compositore indiano.

## Biografia
Attivo nel mondo delle colonne sonore a partire dai primi anni '60, è considerato uno dei principali contributori al successo del campo musicale nell'ambito del cinema indiano. Soprannominato Pancham da, è stato l'unico figlio del compositore Sachin Dev Burman.
Fino al 1994 ha partecipato alla realizzazione di oltre 300 composizioni per il cinema, soprattutto in lingua hindi. Hanno collaborato con lui la moglie (dal 1980 al 1994) Asha Bhosle e altre cantanti come Kishore Kumar e Lata Mangeshkar.

## Filmografia

### Cinema
- Madhosh, regia di Desh Gautam (1974)
- Alibaba Aur 40 Chor, regia di Umesh Mehra e Latif Faizijev (1980)
- Harjaee, regia di Ramesh Behl (1981)